# ادوکسودین
ادوکسودین (انگلیسی: Edoxudine) یک داروی ضد ویروسی است. این دارو یک آنالوگ نوکلئوزیدی از تیمیدین است،
این دارو در برابر ویروس هرپس سیمپلکس اثربخشی نشان داده است.

## سنتز

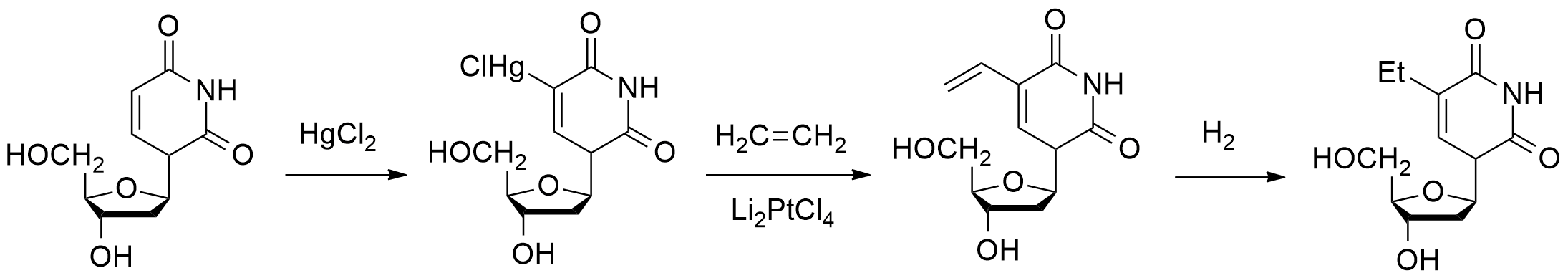
سنتز ادوکسودین از طریق واسطه آلی پالادیومی: